# Удун (Властелин колец: Кольца власти)
«Удун» (англ. Udun) — шестой эпизод американского фантастического телесериала «Властелин колец: Кольца власти», снятый режиссёром Шарлоттой Брандстром по сценарию Николаса Адамса, Джастина Добла, Дж. Д. Пейна и Патрика Маккея. Его премьера состоялась 30 сентября 2022 года.

## Сюжет
Действие эпизода, как и предыдущих, происходит во Вторую эпоху легендариума Дж. Р. Р. Толкина. Эльф Арондир обороняет от орков крепость в южных землях, и в критический момент на помощь ему приходит армия Нуменора. Командующий орками Адар оказывается в плену. Он заявляет, что убил Саурона, но Галадриэль ему не верит. В этот момент проклятый меч вызывает извержение Ородруина, и огненная волна накрывает Галадриэль, жителей деревни и воинство королевы Мириэль. Цветущие Южные земли превращаются в мёртвый и выжженный солнцем Мордор, каким его знают герои «Властелина колец».

## Премьера и оценки
Премьерный показ шестого эпизода состоялся 30 сентября 2022 года. Главные особенности серии, отмеченные рецензентами, — сфокусированность повествования на одной сюжетной линии, стремительное развитие событий, масштабность отдельных сцен.
На сайте-агрегаторе отзывов Rotten Tomatoes «Удун» получил рейтинг 87 % при средней оценке 8,3 из 10.